# تشارلي كوكس (لاعب كرة قدم)
تشارلي كوكس (بالإنجليزية: Charlie Cox)‏ (19 فبراير 1926 - 15 ديسمبر 2008) هو لاعب كرة قدم بريطاني (وحمل سابقاً جنسية المملكة المتحدة لبريطانيا العظمى وأيرلندا) في مركز نصف الجناح. لعب مع نادي ماذرويل.